# Juschny (Kaliningrad)
Juschny (russisch Южный, deutsch Jesau, Marienhöh und Katharinenhof) ist ein Ort im Nordosten des russischen Rajons Bagrationowsk innerhalb der Oblast Kaliningrad und gehört zur kommunalen Selbstverwaltungseinheit Stadtkreis Bagrationowsk. Die ehemalige Ortsstelle Marienhöh wurde allerdings, vermutlich im Zusammenhang mit dem Ausbau des dortigen Luftwaffenstützpunktes, zur Wüstung.

## Geographische Lage
Die Ortschaft liegt in der historischen Region Ostpreußen, etwa zwanzig Kilometer südsüdöstlich von Kaliningrad (Königsberg) und 22  Kilometer nördlich der Stadt Bagrationowsk (Preußisch Eylau)

## Geschichte

### Ortsgeschichte bis 1945

Jesau, südsüdöstlich von Königsberg und nördlich der Stadt Preußisch Eylau, auf einer Landkarte von 1910

Der Ort Jesau wurde erstmals 1287 erwähnt. Alte Schreibweisen waren Jesaw und Gesaw. Die Kirche war Mittelpunkt eines Kirchspiels für mehrere benachbarte Orte. 1533 wurde der erste evangelische Pfarrer genannt. Die Kirche brannte 1701 nach einem Blitzschlag aus und wurde 1726 neu gebaut.
Im Jahr 1785 wird Jesau als ein adliges Gut und Hof mit einer Kirche und 15 Feuerstellen (Haushaltungen) bezeichnet, das sich im Besitz des Rittmeisters v. Domhardt befindet. 1819 wurde im Gutsbezirk Jesau die Regulierung der gutsherrlichen und bäuerlichen Verhältnisse vollzogen.
Jesau war von 1874 bis 1930 Sitz eines Amtsbezirks.
Im Gutsbezirk Jesau lebten im Jahre 1910 209 Menschen.
Am 1. April 1927 hatte der Gutsbezirk Jesau eine Flächengröße von 592 ha, 52 ar und 70 m², und am 16. Juni 1925 hatte der Gutsbezirk 210 Einwohner.  Am 30. September 1928 wurden die Gutsbezirke  Jesau, Arweiden und Marienhöh sowie das Vorwerk Bögen zu einer neuen Landgemeinde zusammengeschlossen.
Die Einwohnerzahl stieg bis 1933 auf 433 und betrug 1939 bereits 1980.
In den Jahren 1935/36 war ein Fliegerhorst bei Jesau gebaut worden, der zum Standort einer Luftwaffengarnison gemacht wurde. Hier war unter anderem der Stab, die I. und III. Gruppe des Kampfgeschwaders 28 beheimatet. Die I./KG 28 wurde hier Anfang 1940 umbenannt in III./Kampfgeschwader 26. Bei Beginn des Überfalls auf Polen flog die I./Lehrgeschwader 1 von hier aus ihre Angriffe. Im Juni 1941, zu Beginn des Deutsch-Sowjetischen Krieges, lag die I./Kampfgeschwader 77 hier.
In Jesau bestand in den Jahren 1944 und 1945  ein Außenarbeitslager für Frauen des KZ Stutthof (polnisch Sztutowo), das Ende Januar 1945 geschlossen wurde. Bei der Evakuierung der Lagerinsassen nach Palmnicken (heute russisch: Jantarny) geschah das Massaker von Palmnicken.
Das Dorf Jesau gehörte im Jahr 1945 zum Landkreis Preußisch Eylau im Regierungsbezirk Königsberg der preußischen Provinz Ostpreußen des Deutschen Reichs.
Der Zweite Weltkrieg endete für die Einwohner von Jesau mit Flucht und Vertreibung, im Ort überdauerten nur weniger als sechs Häuser. Von der Kirche steht nur noch ein Mauerfragment.

#### Amtsbezirk Jesau (1874–1930)
Am 7. Mai 1874 wurde der Amtsbezirk Jesau errichtet, der aus drei Landgemeinden und vier Gutsbezirken bestand:
| Name (bis 1947/1950)               | Russischer Name | Bemerkungen                                         |
| Landgemeinden:                     |                 |                                                     |
| Lichtenfelde                       | Swobodnoje      |                                                     |
| Thomsdorf                          | Solnetschnoje   |                                                     |
| Wittenberg                         | Niwenskoje      |                                                     |
| Gutsbezirke:                       |                 |                                                     |
| Arweiden                           | Lineinoje       | 1928 in die Landgemeinde Jesau eingegliedert        |
| Carwinden, ab 1906: Groß Karwinden |                 | 1928 in die Landgemeinde Lawdt eingegliedert        |
| Jesau                              | Juschny         | 1928 in eine Landgemeinde umgewandelt               |
| Lichtenfelde                       | Swobodnoje      | 1928 in die Landgemeinde Lichtenfelde eingegliedert |

Bald nach Errichtung des Amtsbezirks Jesau kam der Gutsbezirk Katharinenhof hinzu, und 1876 wurden die Gutsbezirke Marienhöh (kam 1928 zur Landgemeinde Jesau) und Friederikenthal (wurde 1928 in die Landgemeinde Wittenberg integriert) in den Amtsbezirk einbezogen.
Der Amtsbezirk Jesau wurde am 28. Mai 1930 in „Amtsbezirk Wittenberg“ umbenannt. Zu ihm gehörten bis 1945 noch die vier Gemeinden Jesau, Lichtenfelde, Thomsdorf und Wittenberg.

#### Marienhöh
Das kleine Gutsdorf mit dem früheren Namen Marienhöh. wurde um 1840 gegründet. Es gehörte zum Amtsbezirk Jesau im Landkreis Preußisch Eylau im Regierungsbezirk Königsberg der preußischen Provinz Ostpreußen. In Marienhöh lebten 1910 48 Einwohner
Am 30. September 1928 gab Marienhöh seine Eigenständigkeit auf und schloss sich mit den Gutsbezirken Arweiden (heute russisch: Lineinoje), Bögen (heute russisch auch: Lineinoje) und Jesau zur neuen Landgemeinde Jesau zusammen.

#### Katharinenhof (Jamskoje)
Einen Kilometer nordöstlich von Juschny/Jesau liegt das ehemals Katharinenhof genannte Gutsdorf. Es kam 1874 zum Amtsbezirk Jesau im Landkreis Preußisch Eylau im Regierungsbezirk Königsberg der preußischen Provinz Ostpreußen. Im Jahre 1910 lebten hier 47 Einwohner.
Im Jahre 1928 verlor Katharinenhof seine Eigenständigkeit und wurde nach Lichtenfelde (heute nicht mehr existent) eingemeindet. Seit 1930 schließlich kam der Ort in den Amtsbezirk Wittenberg.
Als 1945 das nördliche Ostpreußen zur Sowjetunion kam, galt dies auch für Katharinenhof. Im Jahr 1950 wurde Katharinenhof in Jamskoje umbenannt. Gleichzeitig wurde der Ort in den Dorfsowjet Niwenski selski Sowet im Rajon Kaliningrad eingeordnet.

### Entwicklung seit 1945
Nach Besetzung durch die Rote Armee und Beendigung der Kampfhandlungen des Zweiten Weltkriegs wurden Jesau und das zwei Kilometer nördlich gelegene Marienhöh zusammen mit der nördlichen Hälfte Ostpreußens im Frühjahr 1945 von der Sowjetunion besatzungsrechtlich in eigene Verwaltung genommen. Die Ortschaften wurden im Jahr 1950 gemeinsam in Juschny umbenannt. Gleichzeitig wurde Juschny in den Dorfsowjet Niwenski selski Sowet im Rajon Kaliningrad eingeordnet. Im Jahr 1952 wurde dort auf dem als Aerodrom „Niwenskoje“ (Аэродром „Нивенское“) bekannten Luftwaffenstützpunkt das 689. Jagdfliegerregiment stationiert. Im Jahr 1959 gelangte der Ort in den Rajon Bagrationowsk. Vor 1975 wurde Jamskoje an Juschny angeschlossen. Im 1978 wurde zusätzlich das 288. Hubschrauberregiment stationiert.
Im Jahr 2004 wurde der Militärstützpunkt geschlossen, nachdem die Regimenter nach Tschkalowsk abgezogen waren. Von 2008 bis 2016 gehörte Juschny zur Landgemeinde Niwenskoje selskoje posselenije und seither zum Stadtkreis Bagrationowsk.

## Religion

### Christentum

#### Evangelische Kirche
In Jesau bestand seit 1509 eine Kirchengemeinde, die sich wenige Jahre später zur lutherischen Konfession bekannte. Seit 1533 gab es einen eigenen Ortspfarrer in Jesau.
Von der ehemaligen deutschen evangelischen Kirche von 1726 sind noch Reste der Wände erhalten. Die nächste evangelische Kirchengemeinde befindet sich heute in Gwardejskoje (Mühlhausen) und gehört zur Propstei Kaliningrad der Evangelisch-Lutherische Kirche Europäisches Russland.

#### Römisch-katholische Kirche
Bis 1945 war Jesau der Pfarrkirche in Bartenstein (heute polnisch Bartoczyce) zugeordnet. Die Bartensteiner Pfarrei gehörte zum damaligen Bistum Ermland.
Heute gibt es im 20 Kilometer entfernt liegenden Kaliningrad (Königsberg) zwei nächstgelegene Pfarreien.

#### Russisch-Orthodoxe Kirche
Juschny gehört heute zur Diözese Kaliningrad im Patriarchat von Moskau. Das nächste Gotteshaus steht in Bagrationowsk (Preußisch Eylau), der die Gefängniskirche in Slawjanowka (Romitten) angegliedert ist.

## Verkehr
Zu erreichen ist die Ortschaft über die russische Fernstraße 27A-017 (ex A 195) (ehemalige deutsche Reichsstraße 128) am Ostufer des Frisching (russisch: Prochladnaja).
Die nächste Bahnstation ist der Bahnhof Wladimirowo (Tharau) an der Bahnstrecke Kaliningrad–Bagrationowsk, der sich allerdings im Nachbarort Niwenskoje (Wittenberg) befindet.